# Leptostylus castaneovirescens
Leptostylus castaneovirescens es una especie de escarabajo longicornio del género Leptostylus, categorizada en la tribu Acanthocinini, de la subfamilia Lamiinae. Fue descrita por Zayas en 1975.

## Descripción
Mide 11,8-12,8 mm de longitud.

## Distribución
Se distribuye por Cuba.